# Dommeren (film fra 1911)
 For alternative betydninger, se Dommeren. (Se også artikler, som begynder med Dommeren)
Dommeren er en dansk stum dramafilm fra 1911. Filmens instruktør er ukendt. 
Filmen er produceret af det århusianske produktions- og distributionsselskab Fotorama. Filmen er dog optaget i Nordisk Films Kompagni negativprotokol.. Filmen havde dansk premiere den 11. december 1911 i Kosmorama i Aarhus, og i tysktalende lande distribueret som Der Richter og i Frankrig som Le Juge. 

## Handling
En berygtet forbryder, der er under arrest mistænkt for sine forbrydelser, formår at hypnotisere undersøgelsesdommeren, der herefter sammen med forbryderens veninde beordrer forbryderen løsladt fra fængslet. Forargelsen over løsladelsen af forbryderen er stor, og dommeren og forbryderens veninde bliver idømt langvarige fængselsstraffe. Veninden løslades efter fire år, men er nu forhutlet og uden penge. Hun opsøger forbryderen, der dog ikke vil kendes ved hende. Fortabt på gaden vil skæbnen, at dommerens hustru hjælper den stakkels kvinde og tager hende hjem til sit hjem. Her set hun et bilede af dommeren, og hun åbner herefter sit hjerte for dommerens hustru og forklarer, hvorledes tingene hænger sammen. 
Du forbryderens tidligere veninde ønsker hævn over ham, lægger hun en plan med dommerens hustru. Hustruen skal forklædt som demimonde lokke forbryderen hjem til sig. Planen lykkes, og veninden henter politiet, men forbryder opdager, at han er gået i en fælde og skal lige til at hævne sig på dommerens hustru, da betjentene stormer ind og anholder ham. 
Dommeren løslades og bliver genindsat i sit embede. Den første sag han får er mod forbryderen, der nu atter skal for retten.

## Medvirkende
- Philip Bech, som dommeren, Henri Vernon
- Gerda Krum-Juncker, som dommerens hustru
- Jenny Roelsgaard, som forbryderens veninde, frk. Jaqueline Theuriet
- Gunnar Helsengreen, som forbryderen Joumard
- Franz Skondrup
- Carl Peter Emanuel Jørgensen